# Valdemar Bydelsbak
Valdemar Ottesen Bydelsbak (død o. 1430) var en dansk ridder.
Han var søn af Otte Bydelsbak og bror til Albrecht Ottesen Bydelsbak .
I 1401 skødede han Gavnø til dronning Margrete. Han var lensmand på Stegehus i 1419.